# Szinte
Szinte vagy Nagyszintye (románul: Sintea Mare) település Romániában, Arad megyében.

## Fekvése
Kisjenő, Seprős, Ágya és Szapáryliget közt fekvő település.

## Története
Szinte nevét 1337-ben említették először az oklevelek Sinka néven. 1338-ban Zynta, 1340-ben Zintha, 1342-ben Zynche néven írták.
1459-ben Zenthay János deák birtoka volt. 1467-ben már Kyssynthét is említették, mint a váradi püspök birtokát. 1808-ban nevét Szintye néven írták. 1851-ben 1300 óhitű lakóját és anyatemplomát, valamint folyóvizét a Tőzt említették, ekkor István főherceg egykori nádor birtokaként.
1910-ben 2778 lakosa volt, melyből 1925 román, 335 magyar volt. Ebből 1277 görögkatolikus, 653 görögkeleti ortodox, 188 református volt.